# Doug Bodger
Douglas Paul „Doug“ Bodger (* 18. Juni 1966 in Chemainus, British Columbia) ist ein ehemaliger kanadischer Eishockeyspieler und -trainer, der im Verlauf seiner aktiven Karriere zwischen 1983 und 1999 unter anderem 1.118 Spiele für die Pittsburgh Penguins, Buffalo Sabres, San Jose Sharks, New Jersey Devils, Los Angeles Kings und Vancouver Canucks in der National Hockey League auf der Position des Verteidigers bestritten hat. Seinen größten Karriereerfolg feierte Bodger, der im NHL Entry Draft 1984 bereits an neunter Position ausgewählt worden war, im Trikot der kanadischen Nationalmannschaft mit dem Gewinn der Silbermedaille bei der Weltmeisterschaft 1996.

## Karriere
Bodger spielte zunächst von 1982 bis 1984 in der Western Hockey League (WHL) bei den Kamloops Junior Oilers, mit denen er in der Saison 1983/84 das Memorial-Cup-Endturnier erreichte, nachdem das Team den Meistertitel der WHL, den President’s Cup, gewonnen hatte. Seine hervorragenden Offensivqualitäten bescherten dem Verteidiger, dass er im NHL Entry Draft 1984 in der ersten Runde an der neunten Position von den Pittsburgh Penguins ausgewählt wurde.
Die Penguins holten ihn gleich in der Saison 1984/85 in die National Hockey League (NHL), wo er bis in die Spielzeit 1988/89 hinein blieb. Bereits frühzeitig in der Saison wurde er gemeinsam mit Darrin Shannon im Tausch für Tom Barrasso zu den Buffalo Sabres abgegeben. Dort spielte der Kanadier bis Dezember 1995. In Buffalo hatte Bodger im Spieljahr 1992/93 seine beste NHL-Saison mit 54 Punkten in 81 Spielen. Als die Sabres sich neu orientierten, gaben sie Bodger im Tausch für Václav Varaďa, Martin Špaňhel sowie ein Erst- und Viertrunden-Wahlrecht im NHL Entry Draft 1996 zu den San Jose Sharks ab, wo er der jungen Defensive mit seiner Erfahrung weiterhalf. Nach drei Jahren in San Jose musste Bodger gemeinsam mit Dody Wood im Tausch für John MacLean und Ken Sutton zu den New Jersey Devils wechseln. Diese gaben ihn im Sommer 1998 nach nur einem halben Jahr für ein Viertrunden-Wahlrecht im NHL Entry Draft 1998 zu den Los Angeles Kings ab, wo er die gesamte Saison 1998/99 bestritt. Im Sommer 1999 unterzeichnete Bodger als Free Agent einen Vertrag bei den Vancouver Canucks, nahe seiner Heimatstadt. Er beendete seine Karriere nach nur 13 Spielen in der Saison im Dezember 1999.
Nach seinem Karriereende als aktiver Spieler arbeitete er mehrere Spielzeiten als Assistenztrainer bei den Cowichan Valley Capitals in der British Columbia Hockey League (BCHL). Vom Beginn der Saison 2016/17 bis zum Ende der Spielzeit 2020/21 war er als Assistenztrainer der Victoria Royals in der Western Hockey League tätig, blieb der Organisation aber in beratender Funktion bis zum Sommer 2023 treu.

### International
Bodger nahm für die kanadische Nationalmannschaft an den Weltmeisterschaften 1987, 1996 und 1999 teil. Im Jahr 1996 gewann er die Silbermedaille nach einer 2:4-Finalniederlage gegen Tschechien.

## Erfolge und Auszeichnungen
- 1983 WHL Second All-Star Team
- 1984 President’s-Cup-Gewinn mit den Kamloops Junior Oilers
- 1984 WHL West First All-Star Team

### International
- 1996 Silbermedaille bei der Weltmeisterschaft

## Karrierestatistik

### International
Vertrat Kanada bei:
- Weltmeisterschaft 1987
- Weltmeisterschaft 1996
- Weltmeisterschaft 1999

(Legende zur Spielerstatistik: Sp oder GP = absolvierte Spiele; T oder G = erzielte Tore; V oder A = erzielte Assists; Pkt oder Pts = erzielte Scorerpunkte; SM oder PIM = erhaltene Strafminuten; +/− = Plus/Minus-Bilanz; PP = erzielte Überzahltore; SH = erzielte Unterzahltore; GW = erzielte Siegtore; 1 Play-downs/Relegation; Kursiv: Statistik nicht vollständig)